# لطيفة رأفت
لطيفة رأفت (مواليد 25 نوفمبر 1965) هي مغنية مغربية، تُعتبر واحدة من أبرز مطربات الجيل الثاني في الموسيقى المغربية، حيث قدمت عدة روائع موسيقية خالدة.

## حياتها
ولدت لطيفة رأفت سنة 1965 بمدينة القنيطرة، ويعود أصل والدها من مدينة وزان. سجلت أول أغنية لها وهي لا زالت في سن المراهقة بعام 1982 وهي أغنية «موال الحب».
عام 1984 تزوجت من «محمد حميد العلوي» الذي ساندها لتفوز بالأغنية المغربية عام 1985 بفوزها بلقب أفضل مغنية مغربية بأغنية «خويي خويي»، وبعد ذلك تتالت النجاحات بأغاني تعتبر من أجمل الأغاني المغربية ك «مغيارة» و«أنا في عارك يا يما» و«دنيا» و«ياهلي ياعشراني» و«الحمد لله»، وأصبحت الوجه المشرق للأغنية المغربية بحيت عرفت بتشبتها باللهجة المحلية ورفضها الهجرة والشهرة بعيداً عن بلدها، غنت أغنية مع المغني الجزائري «محمد لمين» واسمها «توحشت بالزاف» في عام 2006.
عام 1993 تعرضت للعديد من المشاكل والصدمات بسبب طلاقها، تأثرت كثيراً حتى أنها اصيبت بشلل نصفي، هذه المشاكل أثرت على مسارها الفني بشكل كبير حيث أنها غادرت الساحة الفنية لمدة ثلات سنوات مما جعلها تتخوف من العودة. ظهرت بعدها من خلال سهرة بمدينة وجدة من تنظيم جمعية الآطباء، استأنفت بعد ذلك نشاطها.
في 30 شتنبر 2020 خرجت للإحتجاج على استفادة بعض الاأسماء غير معروفة من الدعم الذي قدمته وزارة الثقافة المغربية.

## أعمالها
- موال الحب
- يا من رماني بالسهام
- منامة
- غني يا بلادي
- أنا فعارك يا يما
- عشرة الأحباب
- خويي
- حبيبي ما شفت بحالو
- يا ربي يا سامع الدعا
- يا اهلي يا عشراني
- ألف هنية وهنية
- شبابك يا بلادي
- الحمد لله
- مبدع المسيرة
- دنيا يا دنيا
- عين العاطي
- كأنوا ما كان
- جيت يا سيدي
- الربيع معانا فرحان
- شور عليا
- مغيارة
- مبعوث السلام
- لحبيب راه خلاني
- هلالك يا عيدنا
- كرهت الحب